# The Sea Wolf (film fra 1920)
The Sea Wolf er en amerikansk stumfilm fra 1920 af George Melford.

## Medvirkende
- Noah Beery som Wolf Larsen
- Mabel Julienne Scott som Maud Brewster
- Tom Forman som Humphrey Van Weyden
- James Gordon som Larsen
- Raymond Hatton som Thomas Mugridge
- A. Edward Sutherland som George Leach
- Walter Long som Harris
- Fred Huntley som Johnson
- Kamuela C. Searle
- Peggy Pearce